# Schloss Welzenegg

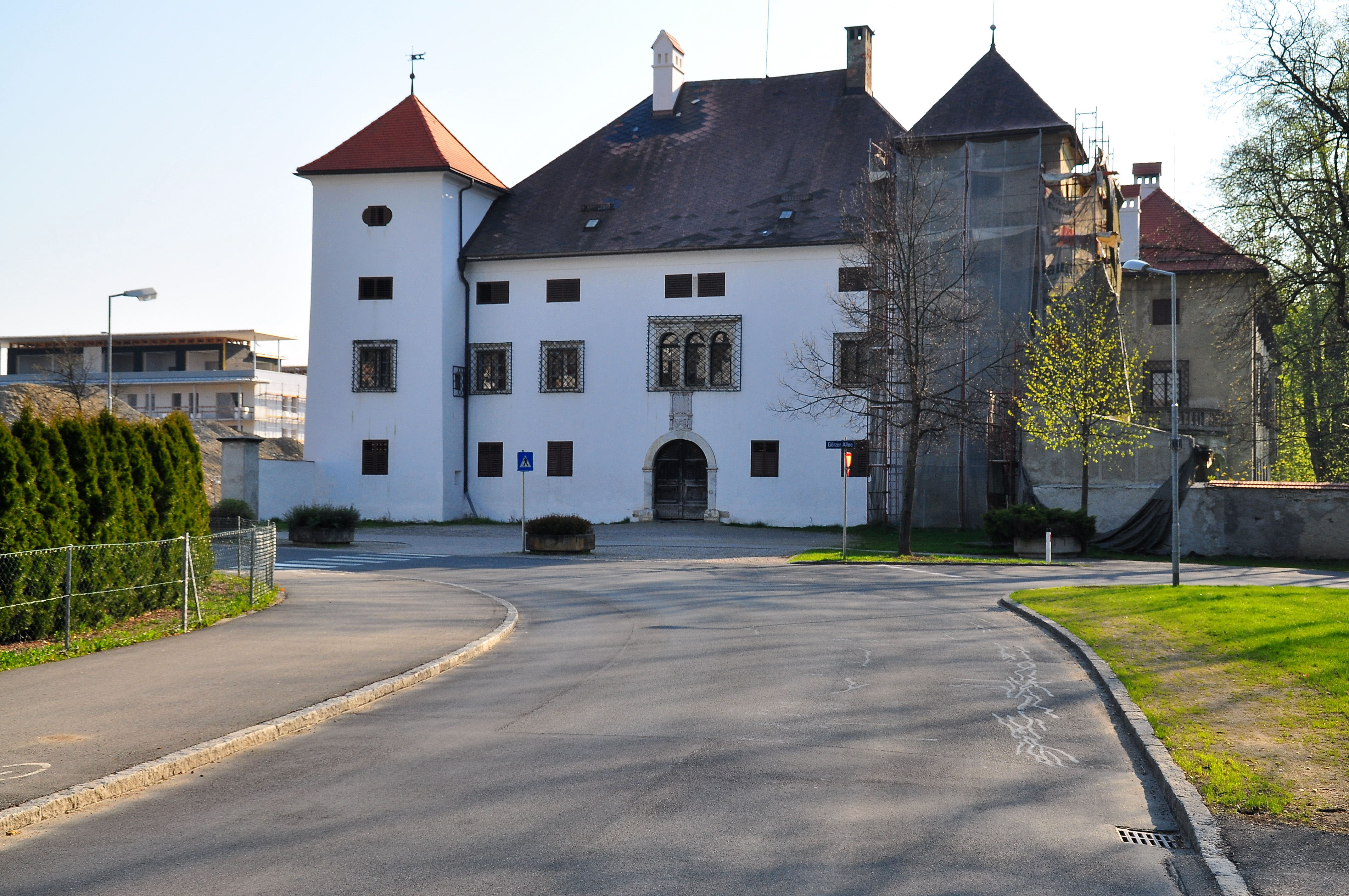
Westansicht mit Eingangsportal

Schloss Welzenegg ist ein im 16. Jahrhundert erbautes Schloss im Osten der Kärntner Landeshauptstadt Klagenfurt am Wörthersee.

## Geschichte
Das Schloss wurde im Jahr 1575 von Viktor Welzer von Eberstein und seiner Frau Elisabeth, einer geborenen Khevenhüller, im Osten vor der Stadt Klagenfurt, ursprünglich als Wasserschloss, erbaut. Im Jahr 1578 gestattete ihm Erzherzog Karl von Innerösterreich in einer Urkunde, das Schloss nach seinem Namen zu nennen. Im Jahr 1629 wurde das Schloss von einem Nachfahren des Erbauers mitsamt dem dazugehörenden Burgfried an Alexius Frey verkauft. Im Jahr 1671 kaufte es Georg Nikolaus Graf von Rosenberg. Wolfgang Andreas Rosenberg ließ das Schloss barock ausgestalten. Es verblieb bis ins Jahr 1983 im Besitz der Familie Orsini-Rosenberg.

## Baubeschreibung
Schloss Welzenegg ist ein großer, dreigeschoßiger Renaissance-Bau. Das oberste Geschoß ist ein Zwerggeschoß. An den vier Ecken befinden sich vorspringende Türme, die ein niedriges Pyramidendach und Ochsenaugen-Fenster besitzen. Die Fenster des Obergeschoßes stammen aus der Bauzeit, es sind darunter auch Zwillings- und Drillingsfenster mit schmiedeeisernen Gittern. An der Südseite befindet sich ein sechsachsiger Zubau aus dem Jahr 1919, er besitzt Rundterrassen, die auf gekuppelten Säulen ruhen und ist mit dem alten Gebäude verbunden. 
Das Einfahrtsportal im Westen ist rundbogig und trägt eine marmorne Inschriftentafel mit dem Doppelwappen des Erbauers und seiner Gattin. Die Einfahrtshalle ist breit und stichkappengewölbt. Der Arkadenhof ist quadratisch, im Obergeschoß ist die Arkadenanzahl gegenüber dem Erdgeschoß verdoppelt. In den Bogenzwickeln der Arkaden befindet sich Sgraffitodekor in kreisförmigen Medaillons. 
Die Innenräume waren reich, teilweise mit Stuck verziert, der weitgehend verloren ist. Der barocke Stuck der ehemaligen Kapelle wurde Ende des 17. Jahrhunderts von Gabriel Wittini geschaffen, der Stuck im großen Saal um das Jahr 1725 von Killian Pittner. Vier Räume besaßen hölzerne Decken, von denen nur eine Kassettendecke aus dem Jahr 1672 erhalten ist. In der Kapelle ist der Stuck mit Jesus- und Marienmonogramm, Engelsköpfen und Fruchtbündeln erhalten. 

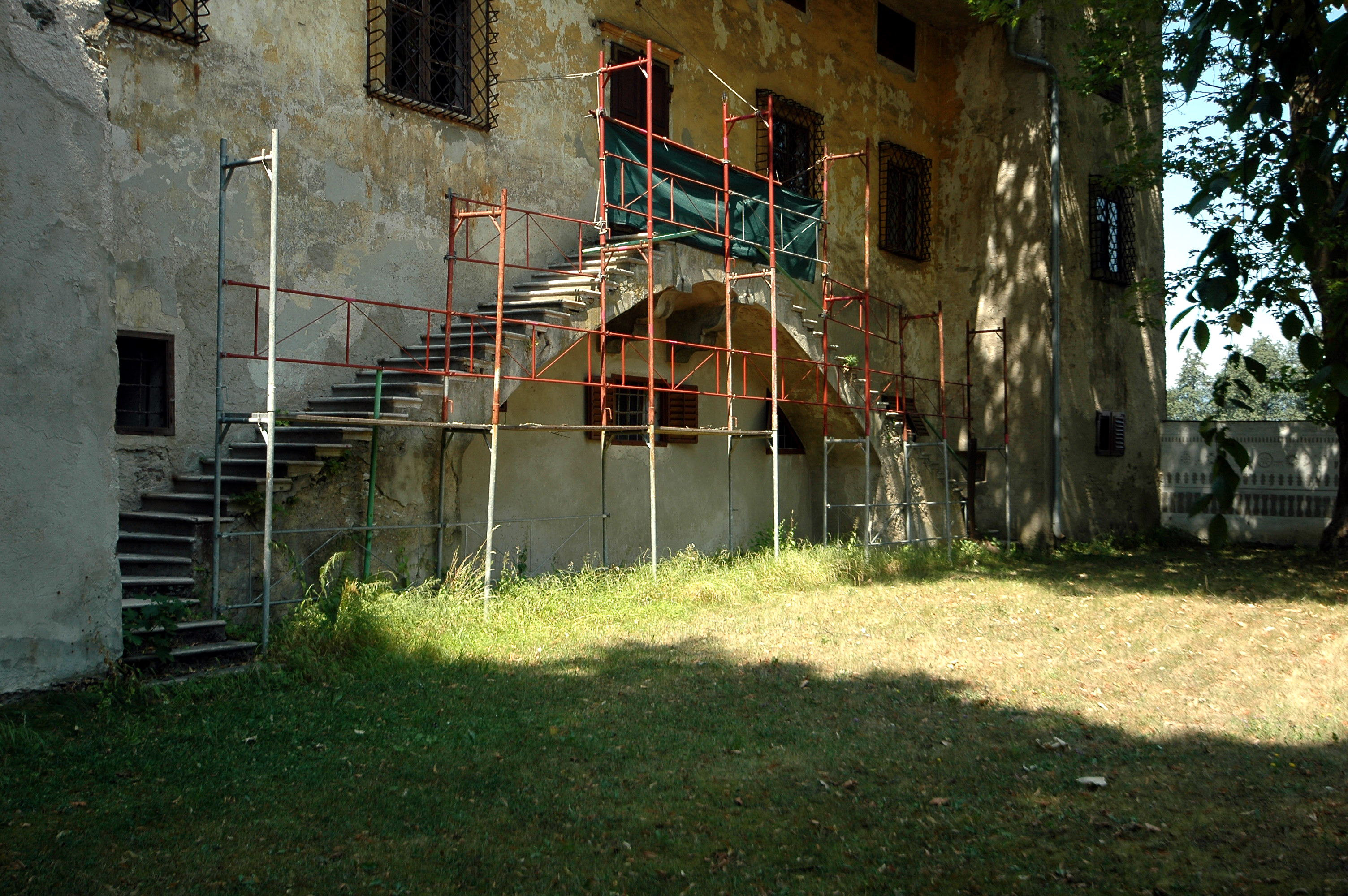
Ostseite des Schlosses Welzenegg
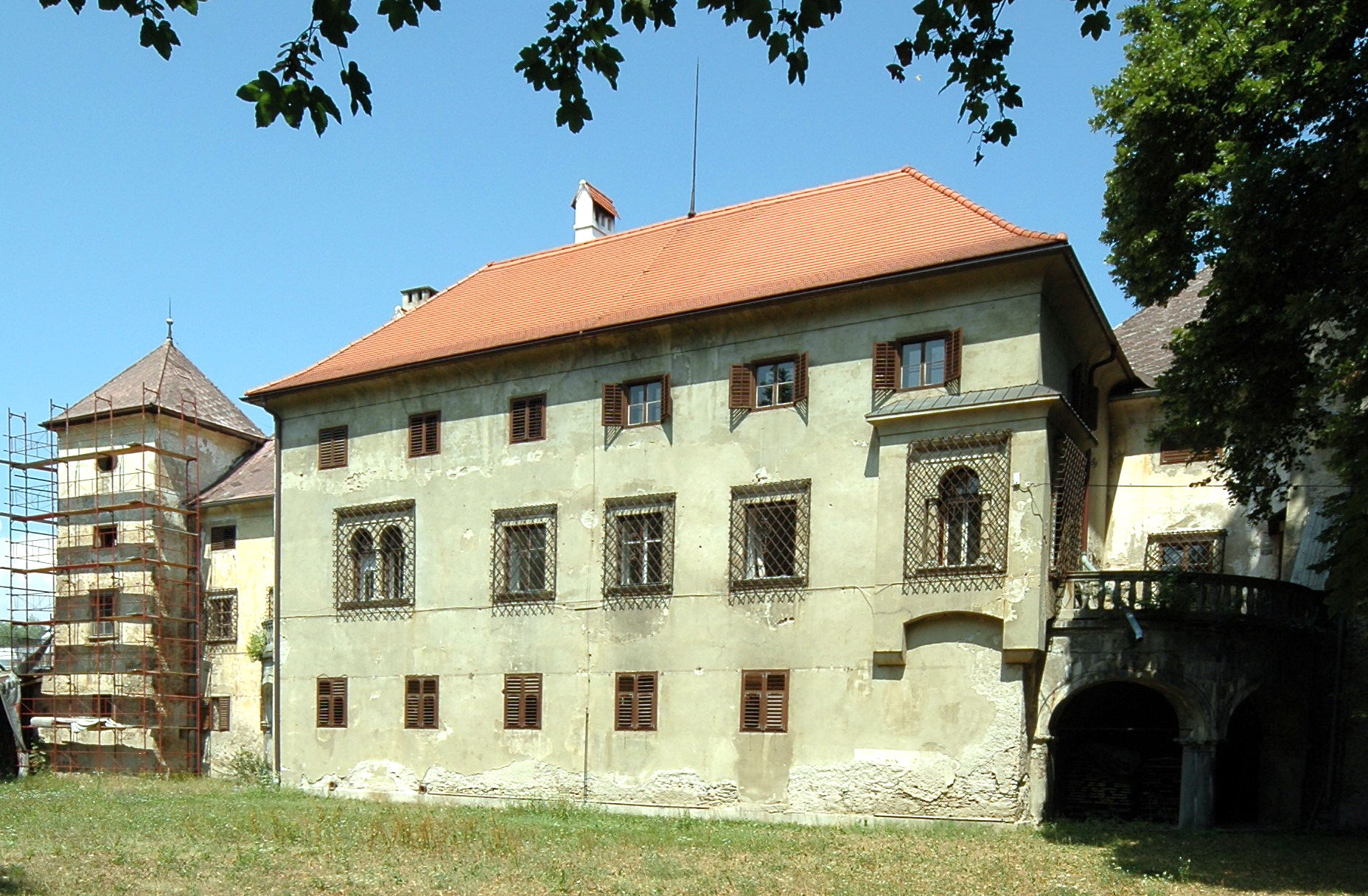
Südseite von Schloss Welzenegg
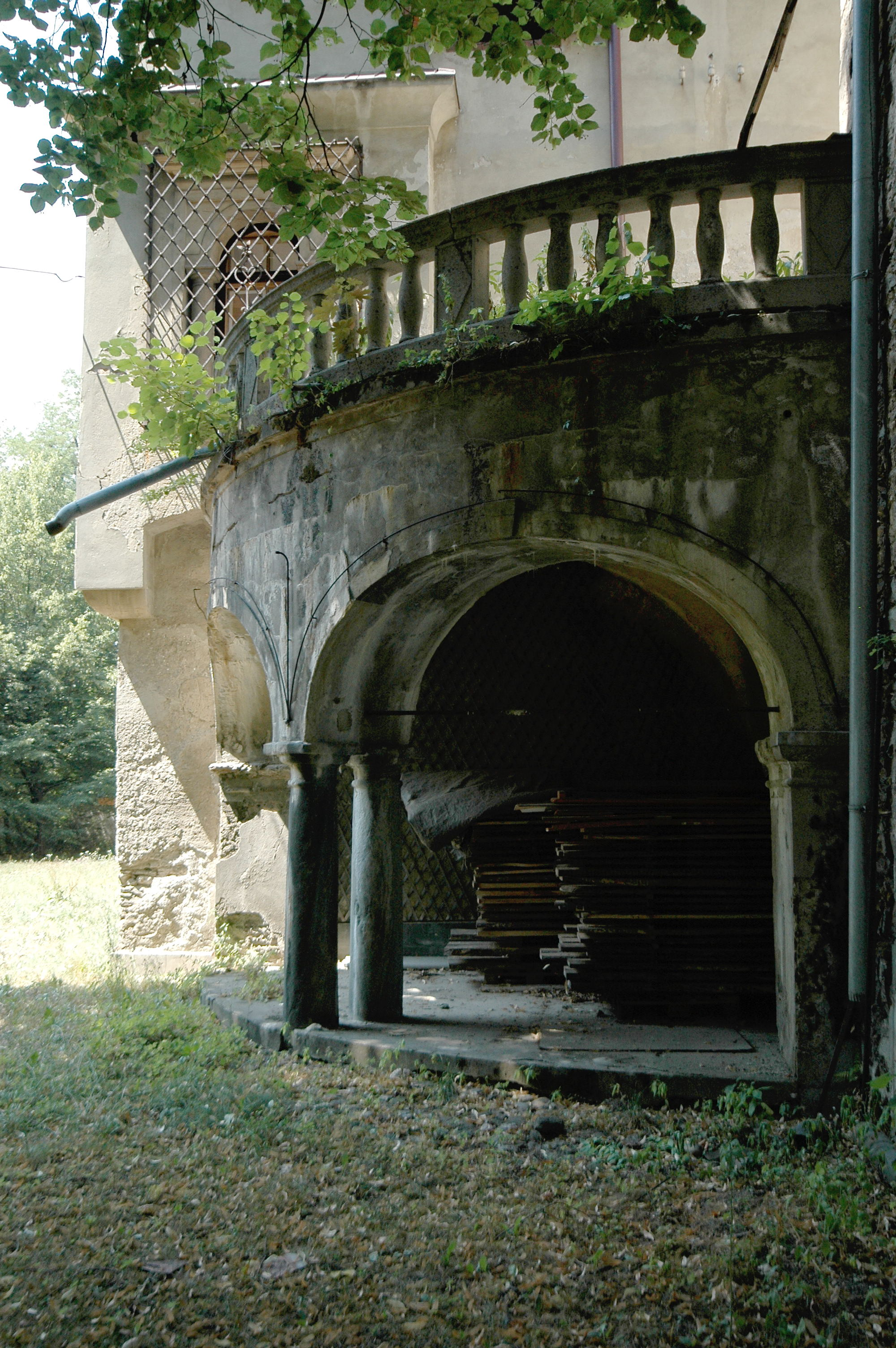
Südostempore von Schloss Welzenegg

## Belege
- Siegfried Hartwagner: Klagenfurt Stadt (= Österreichische Kunstmonographie, Band X). Verlag St. Peter, Salzburg (Nachdruck 1994, ohne ISBN), Seite 245f.
- Dehio-Handbuch Kärnten. 2. Auflage. Anton Schroll, Wien 1981, ISBN 3-7031-0522-4, Seiten 398f.